# Emma Harriet Nicholson

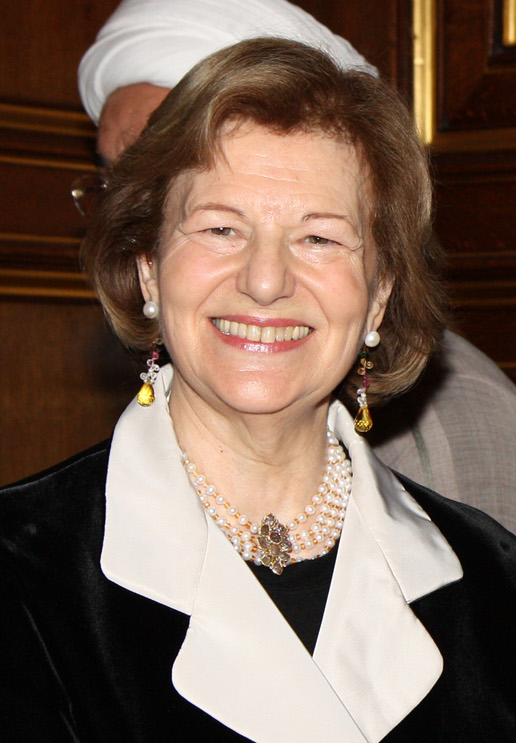
Emma Harriet Nicholson (2011)

Emma Harriet Nicholson, Baroness Nicholson of Winterbourne (* 16. Oktober 1941 in Oxford) ist eine britische Politikerin (Liberal Democrats, zuvor Conservative Party).
Nicholson besuchte die Königliche Musikakademie und erwarb das Ehrendoktorat an der Universität North London, der Universität von Timișoara und der Akademie für Wirtschaftsstudien in Bukarest. Nachdem sie zunächst Gastprofessorin am St Antony’s College der Universität Oxford war, wurde sie später assoziiertes Mitglied. Nicholson arbeitete von 1962 bis 1974 als Designerin von Software, Systemanalytikerin und EDV-Beraterin, wurde danach Direktorin für internationale Entwicklung und war von 1977 bis 1985 Direktorin für die Beschaffung von Mitteln aus Kollekten für den Kinderhilfsfonds Save the Children.
Nicholson war von 1983 bis 1987 stellvertretende Vorsitzende der Conservative Party. Sie vertrat im House of Commons von 1987 bis 1997 den Wahlkreis Torridge and West Devon. 1995 wechselte sie dabei von der Conservative Party zu den Liberal Democrats. 1997 wurde sie als Baroness Nicholson of Winterbourne, of Winterbourne, in the Royal County of Berkshire, zur Life Peeress erhoben und ist dadurch seither Mitglied des House of Lords auf Lebenszeit. Von 1999 bis 2009 gehörte sie dem Europäischen Parlament an.